# Monica Bellucci
Monica Anna Maria Bellucci (n. 30 septembrie 1964, Città di Castello, Umbria, Italia) este o actriță și fotomodel italian.

## Biografie
Bellucci s-a născut în Città di Castello, Umbria, Italia, fiica Mariei Gustinelli, pictoriță, și a lui Luigi Bellucci, care deținea o companie de transporturi. Bellucci a început modelingul la 16 ani, când participa la Liceo classico. Inițial, urmărea o carieră de avocat, Bellucci practicând modelingul pentru a-și plăti cheltuielile de școlarizare la Universitatea din Perugia, dar stilul ei de viață i-a distras atenția de la învățat. Ea vorbește italiană, franceză și engleză fluent, spaniolă semi-fluent, vorbind în toate aceste limbi în filmele în care a jucat, dar și în aramaică pentru filmul Patimile lui Hristos  în care a jucat rolul Mariei Magdalena.

## Viața personală

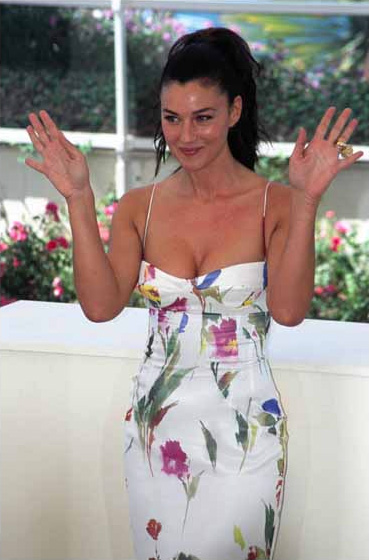
Monica Bellucci la Festivalul de Film de la Cannes 2002

A fost căsătorită cu actorul francez Vincent Cassel, alături de care a jucat în câteva filme și au împreună două fete.
În 2004, în timp ce era însărcinată cu primul copil, Bellucci a pozat nud pentru varianta italiană a revistei Vanity Fair ca protest față de legislația restrictivă a italienilor în privința tratamentelor de fertilitate, care le sunt interzise femeilor necăsătorite, interzicerea fertilizării in vitro a femeilor lesbiene, precum și a celor care au depășit vârsta fertilității.
În aprilie 2010 a pozat din nou semi-nud tot pentru Vanity Fair.
În filmul documentar "Marea Întrebare", vorbind despre filmul Patimile lui Hristos, Bellucci a declarat: „Sunt o agnostică, deși respect și mă interesează toate religiile lumii. Dacă este însă ceva în care să cred, atunci acesta este energia misterioasă care face ca oceanele să spumege, Luna să se miște și care unește natura și ființele vii”.

## Modeling

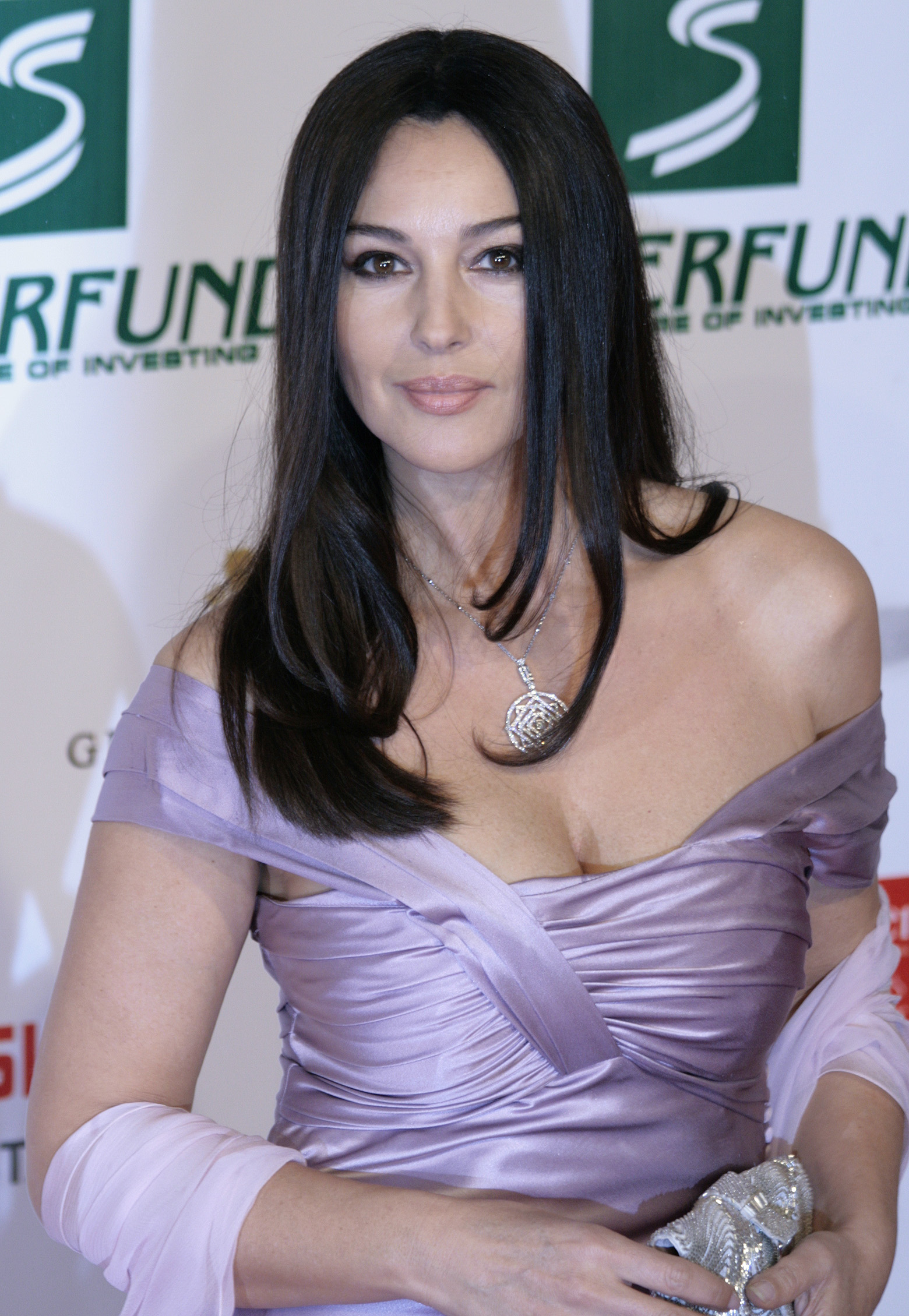
La "Women's World Award", 2009.

În 1988, Bellucci s-a mutat la Milano unde a semnat un contract cu agenția Elite Model Management. În 1989 a devenit un model cunoscut la Paris și la New York. A pozat printre altele pentru Dolce & Gabbana și revista Elle. În același an, Bellucci a început să ia lecții de actorie. În 2004 se află în lista anuală 100 cele mai frumoase femei din lume a celor de la AskMen. În Italia este considerată sex simbol.

## Film
Cariera de actriță de film a lui Bellucci a început în 1990. A jucat câteva roluri minore în La Riffa (1991) și Dracula în regia lui Francis Ford Coppola (1992). În 1996 a fost nominalizată la Premiul César pentru cea mai bună actriță în rol secundar pentru rolul său Lisa din L'Appartement ceea ce i-a întărit poziția ca actriță. A devenit cunoscută și populară în urma rolurilor din Malèna (2000), Brotherhood of the Wolf și Irréversible (2002). De atunci a jucat în mai multe file europene și americane ca Tears of the Sun (2003), The Matrix Reloaded (2003), The Passion of the Christ (2004), The Brothers Grimm (2005), Le Deuxième souffle (2007), Don't Look Back  (2009) și The Sorcerer's Apprentice (2010).
Trebuia să portretizeze politicianul indian Sonia Gandhi în filmul biografic Sonia, inițial planificat pentru lansare în 2007, dar filmul a fost amânat.
Bellucci și-a dublat propria voce pentru versiunile franceză și italiană ale filmului Shoot 'Em Up (2007). De asemenea a fost vocea personajului Kaileena din jocul video Prince of Persia: Warrior Within și vocea personajului Cappy pentru versiunea franceză a filmului animat Robots.

## Filmografie
| An   | Film                                                           | Rol                                              | Note                                                                     |
| ---- | -------------------------------------------------------------- | ------------------------------------------------ | ------------------------------------------------------------------------ |
| 1990 | Vita coi figli                                                 | Elda                                             |                                                                          |
| 1990 | Briganti – Amore e libertà                                     | Costanza                                         |                                                                          |
| 1991 | la riffa                                                       | Francesca                                        |                                                                          |
| 1992 | Dracula                                                        | una dintre miresele lui Dracula                  |                                                                          |
| 1992 | ostinato destino                                               | Marina/ Angela                                   |                                                                          |
| 1994 | I Mitici                                                       | Deborah                                          |                                                                          |
| 1995 | Pala di Neve                                                   | Melina                                           |                                                                          |
| 1995 | Il cielo è sempre più blu                                      |                                                  |                                                                          |
| 1995 | Joseph                                                         | soția lui Potifar                                |                                                                          |
| 1996 | L'Appartement                                                  | Lisa                                             | Nominalizată - Premiul César pentru cea mai bună actriță în rol secundar |
| 1996 | Sorellina e il principe del sogno                              | prințesa                                         |                                                                          |
| 1997 | Stressati                                                      |                                                  |                                                                          |
| 1997 | Dobermann                                                      | Nat                                              |                                                                          |
| 1997 | Mauvais genre                                                  | Camille                                          |                                                                          |
| 1997 | Come mi vuoi                                                   | Nellina                                          |                                                                          |
| 1998 | Le plaisir                                                     | Fata                                             |                                                                          |
| 1998 | Compromis                                                      | Monique                                          |                                                                          |
| 1998 | Ultimo capodanno dell'umanità                                  | Giulia Giovannini                                |                                                                          |
| 1998 | A los que aman                                                 | Valeria                                          |                                                                          |
| 1999 | Comme un poisson hors de l'eau                                 | Myrtille                                         |                                                                          |
| 1999 | Mediterranées                                                  | Marguerite                                       |                                                                          |
| 2000 | Under Suspicion                                                | Chantal Hearst                                   |                                                                          |
| 2000 | Franck Spadone                                                 | Laura                                            |                                                                          |
| 2000 | Malèna                                                         | Malèna Scordia                                   |                                                                          |
| 2001 | Brotherhood of the Wolf                                        | Sylvia                                           |                                                                          |
| 2002 | Asterix & Obelix: Mission Cleopatra                            | Cleopatra                                        |                                                                          |
| 2002 | Irréversible                                                   | Alex                                             |                                                                          |
| 2003 | Remember Me, My Love                                           | Alessia                                          | Premiul Nastro d'Argento pentru cea mai bună actriță în rol secundar     |
| 2003 | Tears of the Sun                                               | Lena Fiore Kendricks                             |                                                                          |
| 2003 | The Matrix Reloaded                                            | Persephone                                       |                                                                          |
| 2003 | Enter the Matrix (joc video)                                   | Persephone                                       |                                                                          |
| 2003 | The Matrix Revolutions                                         | Persephone                                       |                                                                          |
| 2004 | The Passion of the Christ                                      | Maria Magdalena                                  |                                                                          |
| 2004 | Secret Agents                                                  | Barbara / Lisa                                   |                                                                          |
| 2004 | She Hate Me                                                    | Simona Bonasera                                  |                                                                          |
| 2005 | Frații Grimm                                                   | Oglinda reginei                                  |                                                                          |
| 2005 | How Much Do You Love Me?                                       | Daniela                                          |                                                                          |
| 2006 | Sheitan                                                        | Frumoasa vampiră                                 |                                                                          |
| 2006 | N (Io e Napoleone)                                             | Baroneasa Emilia Speziali                        |                                                                          |
| 2006 | The Stone Council                                              | Laura Siprien                                    |                                                                          |
| 2007 | Heartango                                                      | Pasionala/ Indecisa / Curioasa / Agresiva / Mama |                                                                          |
| 2007 | Manuale d'amore 2                                              | Lucia                                            |                                                                          |
| 2007 | Shoot 'Em Up                                                   | Donna Quintano                                   |                                                                          |
| 2007 | Le deuxième souffle                                            | Manouche                                         |                                                                          |
| 2008 | Sanguepazzo                                                    | Luisa Ferida                                     |                                                                          |
| 2008 | L'uomo che ama                                                 | Alba                                             |                                                                          |
| 2009 | Don't Look Back                                                | Jeanne                                           |                                                                          |
| 2009 | The Private Lives of Pippa Lee                                 | Gigi Lee                                         |                                                                          |
| 2009 | Baarìa – La porta del vento                                    | Prietena lui Bricklayer                          |                                                                          |
| 2009 | Omaggio a Roma                                                 | Tosca                                            |                                                                          |
| 2010 | The Whistleblower                                              | Laura Levin                                      |                                                                          |
| 2010 | The Sorcerer's Apprentice                                      | Veronica                                         |                                                                          |
| 2010 | Rose, c'est Paris                                              | L'esprit de gala                                 |                                                                          |
| 2011 | Manuale d'amore 3                                              | Viola                                            |                                                                          |
| 2011 | Guardian of the Harem                                          |                                                  |                                                                          |
| 2011 | A Burning Hot Summer                                           | Angèle                                           |                                                                          |
| 2012 | Rhino Season                                                   | Mina                                             |                                                                          |
| 2013 | Des gens qui s'embrassent                                      | Giovanna                                         |                                                                          |
| 2014 | Lungo la Via Lattea (On the Milky Road) redenumit : Love & War |                                                  |                                                                          |
| 2014 | Le meraviglie                                                  | Milly Catena                                     |                                                                          |
| 2015 | Spectre                                                        | Lucia Sciarra                                    |                                                                          |

### Dublaj
| An   | Film                     | Rol   |
| ---- | ------------------------ | ----- |
| 2005 | Robots                   | Cappy |
| 2014 | Black Electronic Shekhar | Sonia |

## Premii și nominalizări
În anul 2006 Monica Bellucci a fost membru în juriul de la Festivalul de Film de la Cannes.
| An   | Premiu                                   | Categorie                                                      | Lucrare nominalizată                          | Rezultat     |
| ---- | ---------------------------------------- | -------------------------------------------------------------- | --------------------------------------------- | ------------ |
| 2003 | Nastro d'Argento                         | Panglica de Argint pentru cea mai bună actriță în rol secundar | Ricordati di me                               | Câștigat     |
| 2005 | Golden Globe Award:European Golden Globe |                                                                |                                               | Câștigat     |
| 1997 | Premiul César                            | Cea mai promițătoare actriță                                   | The Apartment                                 | Nominalizare |
| 2001 | European Film Awards                     | Audience Award pentru cea mai bună actriță                     | Malèna                                        | Nominalizare |
| 2003 | Premiul Saturn                           | Cea mai bună actriță în rol secundar                           | Brotherhood of the Wolf                       | Nominalizare |
| 2003 | Cinescape Genre Face of the Future Award | Cea mai bună interpretare feminină                             | The Matrix Reloaded și The Matrix Revolutions | Nominalizare |
| 2003 | David di Donatello Awards                | Cea mai bună actriță în rol secundar                           | Ricordati di me                               | Nominalizare |
| 2003 | Teen Choice Awards                       | Choice Movie Female Breakout Star                              | The Matrix Reloaded și Tears of the Sun       | Nominalizare |
| 2004 | MTV Movie Awards                         | Cel mai bun sărut                                              | The Matrix Reloaded                           | Nominalizare |
| 2005 | Nastro d'Argento                         | Panglica de Argint pentru cea mai bună actriță în rol secundar | The Passion of the Christ                     | Nominalizare |
| 2007 | Nastro d'Argento                         | Panglica de Argint pentru cea mai bună actriță în rol secundar | N (Io e Napoleone)                            | Nominalizare |